# Liu Huan
Liu Huan (chinois simplifié : 刘欢 ; chinois traditionnel : 劉歡 ; pinyin : liú huān) (né le 26 août 1963 à Pékin) est un célèbre chanteur de Mandopop de Chine. Il est notamment connu pour Je me questionne dix millions de fois (千万次地问 / 千萬次地問, qiānwàn cì de wèn) resté en première position durant dix semaines sur les stations de radio de Chine continentale en 1994. En février 2007, il est invité au Carnegie Hall de New York et reçoit un tonnerre d'applaudissements pour sa façon de chanter. Il est renommé pour la clarté de sa voix et la justesse de sa prononciation du mandarin.

## Biographie
En 1985, Huan Liu reçoit son diplôme à l'Université des relations internationales de Pékin, spécialisé en langue française.
Il est envoyé ensuite en Région autonome huí du Níngxià; son passage dans cette région a une influence importante sur sa musique.
Il participe à la cérémonie de clôture des Jeux olympiques d'été de 2008 à Pékin et interprète la chanson de clôture en duo avec la chanteuse britannique, Sarah Brightman 《我和你》, wǒ hé nǐ, « Toi et moi ». Il participe également à la chanson officielle des JO, Beijing huanying ni.
En 2019 il participe durant treize semaines à la 7e saison de l'émission Singer, et fini vainqueur. Il succède à la chanteuse Jessie J.

## Artistes et groupes en relation
- Cui Jian
- Dou Wei
- Tang Dynasty